# لوون هوسپیان
لوون گریگوری هوسپیان (ارمنی: Լևոն Գրիգորի Հովսեփյան؛ زادهٔ ۱۸۹۶ - درگذشته ۱۹۶۰) یک سیاستمدار اهل ارمنستان که از تاریخ ۲ اکتبر ۱۹۳۷ تا تاریخ ۱۷ دسامبر ۱۹۳۸ و سپس که از تاریخ ۳۰ آوریل ۱۹۴۵ تا تاریخ ۳۰ مارس ۱۹۴۷ سمت شهردار ایروان را برعهده داشت.

## زندگی‌نامه
در ۱۸۹۶ در الیزابت‌پل به دنیا آمد . وی در ۱۹۶۰ در سن ۶۴ سالگی درگذشت